# Jayachamaraja Wodeyar
Jayachamaraja Wodeyar (Mysore, 18 luglio 1919 – Bangalore, 23 settembre 1974) fu maharaja di Mysore dal 1940 al 1947.

## Biografia
Egli era l'unico figlio di Yuvaraja Kanteerava Narasimharaja Wadiyar e di Yuvarani Kempu Cheluvaja Amanni. Diplomatosi al Maharajas College di Mysore nel 1938, si sposò quello stesso anno, il 15 maggio. L'anno successivo egli intraprese un viaggio di formazione in Europa, visitando anche molte associazioni a Londra ed  entrando in contatto con artisti e letterati.
Ritornato in patria, l'8 settembre 1940 salì al trono del regno di Mysore dopo l'abdicazione di suo zio, il maharaja Nalvadi Krishnaraja Wodeyar.
Egli siglò l'Instrument of Accession con i Dominion dell'India quando lo stato ottenne l'indipendenza dalla Gran Bretagna nell'agosto del 1947. Lo stato principesco di Mysore venne pertanto unito alla repubblica indiana il 26 gennaio 1950, ma il maharaja continuò ad esercitare funzioni di governo per conto della repubblica col titolo di Rajpramukh dello Stato di Mysore nel periodo 1950–1956. Dopo l'integrazione delle aree vicine popolate dai Kannada ma parte degli stati di Madras e Hyderabad, egli divenne il primo governatore dello stato unificato e riorganizzato di Mysore nuovamente dal 1956–64, al contrario di quanto avevano fatto molti altri sovrani indiani che non avevano accettato di collaborare con gli organismi repubblicani. Successivamente egli viene trasferito come governatore dello stato di Madras (Tamil Nadu) dal 1964 al 1966.
Fu iniziato in Massoneria il 9 giugno 1956 nella loggia Mysore (No.34), una delle più antiche logge indiane, fondata nel 1879, e fu Gran maestro aggiunto della Gran Loggia dell'India..

## Passioni e opere letterarie

### Sport
Jayachamaraja Wodeyar fu un ottimo atleta, appassionato di ippica e tennis. Egli fu tra l'altro il primo dei sovrani indiani a interessarsi di cricket e della sua diffusione nel mondo orientale.

### Musica
Il maharaja fu un attento conoscitore di musica ed in particolare di quella carnatica praticata nell'India meridionale. Egli però si appassionò anche della musica occidentale ed in particolare si appassionò al musicista russo Nikolaj Karlovič Metner (1880–1951), finanziando le registrazioni di un gran numero delle sue composizioni e fondando la Medtner Society nel 1949. È per questo tra l'altro che il terzo concerto di Medtner è dedicato al maharaja di Mysore. Egli divenne "licenziato" della Guild Hall di Londra e socio onorario del Trinity College of Music di Londra nel 1945. Egli suonava inoltre il pianoforte molto bene ma la sua carriera di concertista venne bloccata dalla sua ascesa al trono nel 1940.
Nel 1948 egli divenne anche il primo presidente della Philharmonia Concert Society di Londra.

### La letteratura

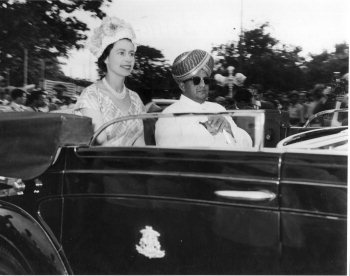
Jayachamaraja Wodeyar Bahadur, Maharaja di Mysore, con la regina Elisabetta II del Regno Unito.

Una delle maggiori passioni del maharaja Wodeyar fu la letteratura. Egli si dilettava nella composizione di numerose opere che vennero pubblicate in lingua indiana ed in lingua inglese. Segue l'elenco delle sue opere maggiori:
- The Quest for Peace: an Indian Approach, University of Minnesota, Minneapolis 1959.
- Dattatreya: The Way & The Goal, Allen & Unwin, Londra 1957.
- The Gita and Indian Culture, Orient Longmans, Bombay, 1963.
- Religion And Man, Orient Longmans, Bombay, 1965. basato sulle letture del Prof. Ranade della Karnataka University nel 1961.
- Avadhuta: Reason & Reverence, Indian Institute of World Culture, Bangalore, 1958.
- An Aspect Of Indian Aesthetics, University of Madras, 1956.
- Puranas As The Vehicles Of India's Philosophy Of History, Journal Purana, issue #5, 1963.
- Advaita Philosophy, Sringeri Souvenir Volume, 1965, pages 62–64.
- Sri Suresvaracharya, Sringeri Souvenir Volume, Srirangam, 1970, introduzione, pagine 1 – 8.
- Kundalini Yoga, revisione di "Serpent Power" di Sir John Woodroff.
- Note on Ecological Surveys to precede Large Irrigation Projects- Wesley Press, Mysore; 1955
- African Survey-Bangalore Press; 1955
- The Virtuous Way of Life- Mountain Path Journal -edizione del luglio del 1964

Egli promosse anche la traduzione di molti classici dal sanscrito al Kannada come parte del Jayachamaraja Grantha Ratna Mala, che includeva 35 parti del Rigveda.

## Matrimonio e figli
Jayachamaraja Wodeyar ebbe due mogli: la prima fu Sathya Prema Kumari di Charkhari. Il matrimonio ebbe luogo il 15 maggio 1938, ma l'unione non fu felice e la sposa andò presto a risiedere a Jaipur. Non nacquero figli da questa unione.
La seconda moglie di Wodeyar, Tripura Sundara Ammani Avaru, si sposò con lui il 30 aprile 1944 e questo matrimonio produsse i seguenti eredi:
- Gayatri Devi Avaru, (1946–1974), premorta al padre.
- Meenakshi Devi Avaru, n.1951.
- Srikantha Datta Narasimharaja Wodeyar (n. 1953).
- Kamakshi Devi Avaru, n.1954.
- Indrakshi Devi Avaru, n.1956.
- Vishalakshi Devi Avaru, n.1962.

Il caso volle che entrambe le mogli di Jayachamaraja Wodeyar morirono nel 1983, a 15 giorni di distanza l'una dall'altra.